# 弗拉基米爾·格里寧
弗拉基米尔·米哈伊洛维奇·格里宁（俄語：Владимир Михайлович Гринин，1947年11月15日—）是俄罗斯外交官。

## 经历

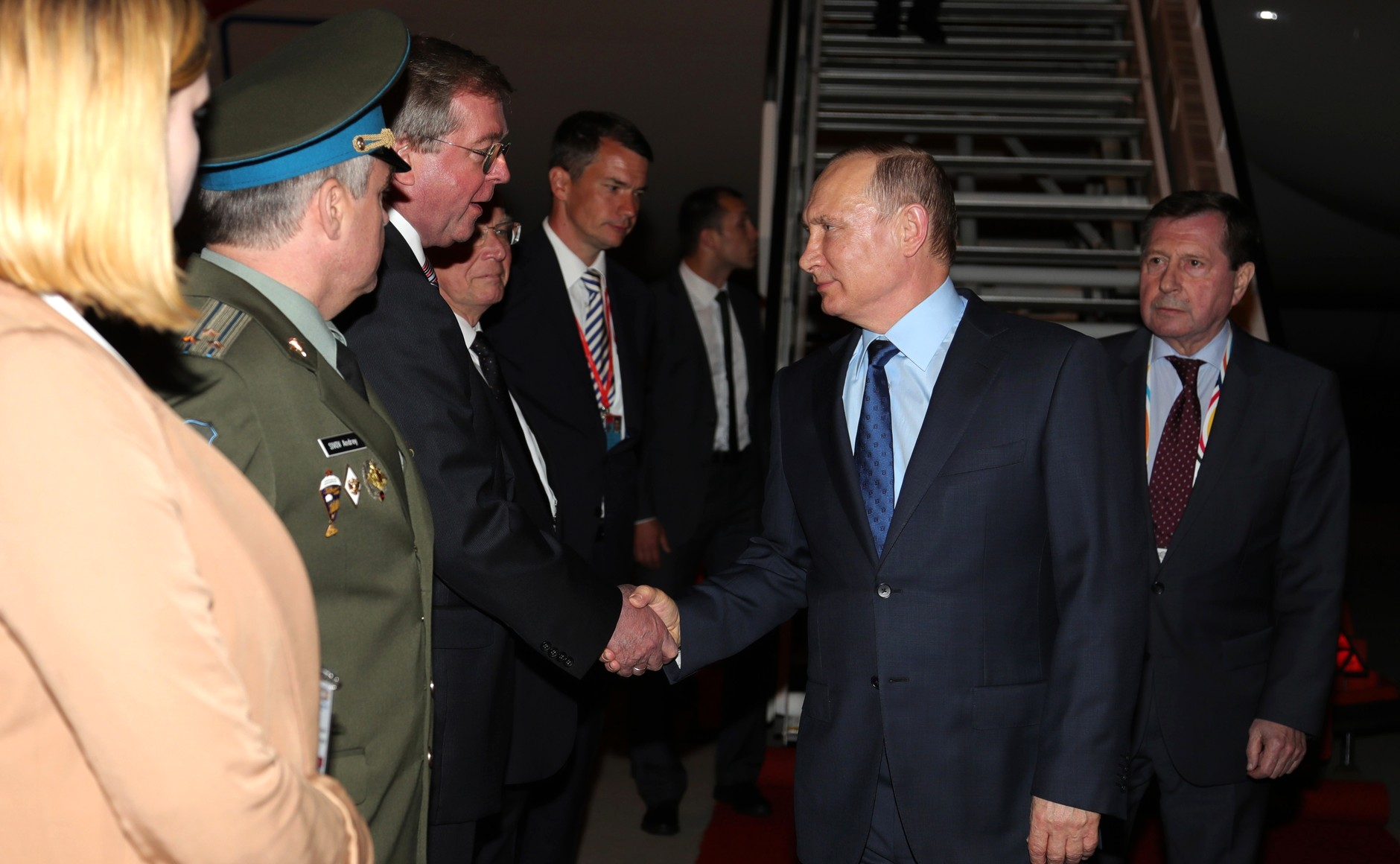
2017年7月7日，俄罗斯总统普京抵达汉堡参加G20峰会，图中正与接机人员格里宁握手

出生于莫斯科，1971年毕业于莫斯科國立國際關係學院。1996年8月30日至2000年4月28日担任俄罗斯联邦驻奥地利共和国大使。2003年至2006年出任俄驻芬兰大使。2006年至2010年出任俄驻波兰大使。2010年至2018年出任俄驻德大使。
2014年5月12日，他受邀出席德国前总理施羅德70岁生日聚会，中途收到“诈弹”威胁，后乘坐汽车疏散。
2016年6月出席柏林波茨坦广场“对苏联的毁灭性战争1941-1945”露天展览揭幕仪式。

## 荣誉
- 俄罗斯联邦外交部荣誉工作者（2017年6月27日）
- 荣誉勋章（2012年6月30日） [5]
- 友谊勋章（2007年8月20日）[6]
- 二级祖国功勋奖章（2002年11月14日）[7]